# Harpolithobius birsteini
Harpolithobius birsteini är en mångfotingart som beskrevs av Zalesskaja 1972. Harpolithobius birsteini ingår i släktet Harpolithobius och familjen stenkrypare. Inga underarter finns listade i Catalogue of Life.